# FCW Southern Heavyweight Championship
Le titre FCW Southern Heavyweight Championship était un des titres suprême de la Florida Championship Wrestling, un satellite de la World Wrestling Entertainment

## Histoire du titre
Le premier champion était DH Smith et le dernier Jack Swagger qui a unifié le titre avec le FCW Florida Heavyweight Championship en battant Heath Slater.

## Liste des règnes
| Catcheur       | Règne | Durée     | Date              | Lieu           | Évènement  | Notes                                                                                  |
| -------------- | ----- | --------- | ----------------- | -------------- | ---------- | -------------------------------------------------------------------------------------- |
| DH Smith       | 1     | 112 jours | 26 juin 2007      | Tampa, Floride | Live Event | Il remporte une battle royale                                                          |
| Afa Jr         | 1     | 46 jours  | 16 octobre 2007   | Tampa, Floride | Live Event | Il défait DH Smith                                                                     |
| TJ Wilson      | 1     | 17 jours  | 1er décembre 2007 | Tampa, Floride | Live Event | Il défait Afa Jr.                                                                      |
| Ted DiBiase Jr | 1     | 32 jours  | 18 décembre 2007  | Tampa, Floride | Live Event | Il défait TJ Wilson                                                                    |
| Heath Miller   | 1     | 63 jours  | 19 janvier 2008   | Tampa, Floride | Live Event | Il défait Ted DiBiase Jr.                                                              |
| Jack Hager     | 1     | 0 jour    | 22 mars 2008      | Tampa, Floride | Live Event | Il défait Heath Miller et unifie le titre avec le FCW Florida Heavyweight Championship |